# Kerk van Vlagtwedde
Met de Kerk van Vlagtwedde wordt bedoeld de Hervormde kerk in het dorp Vlagtwedde in Oost-Groningen.

## Beschrijving

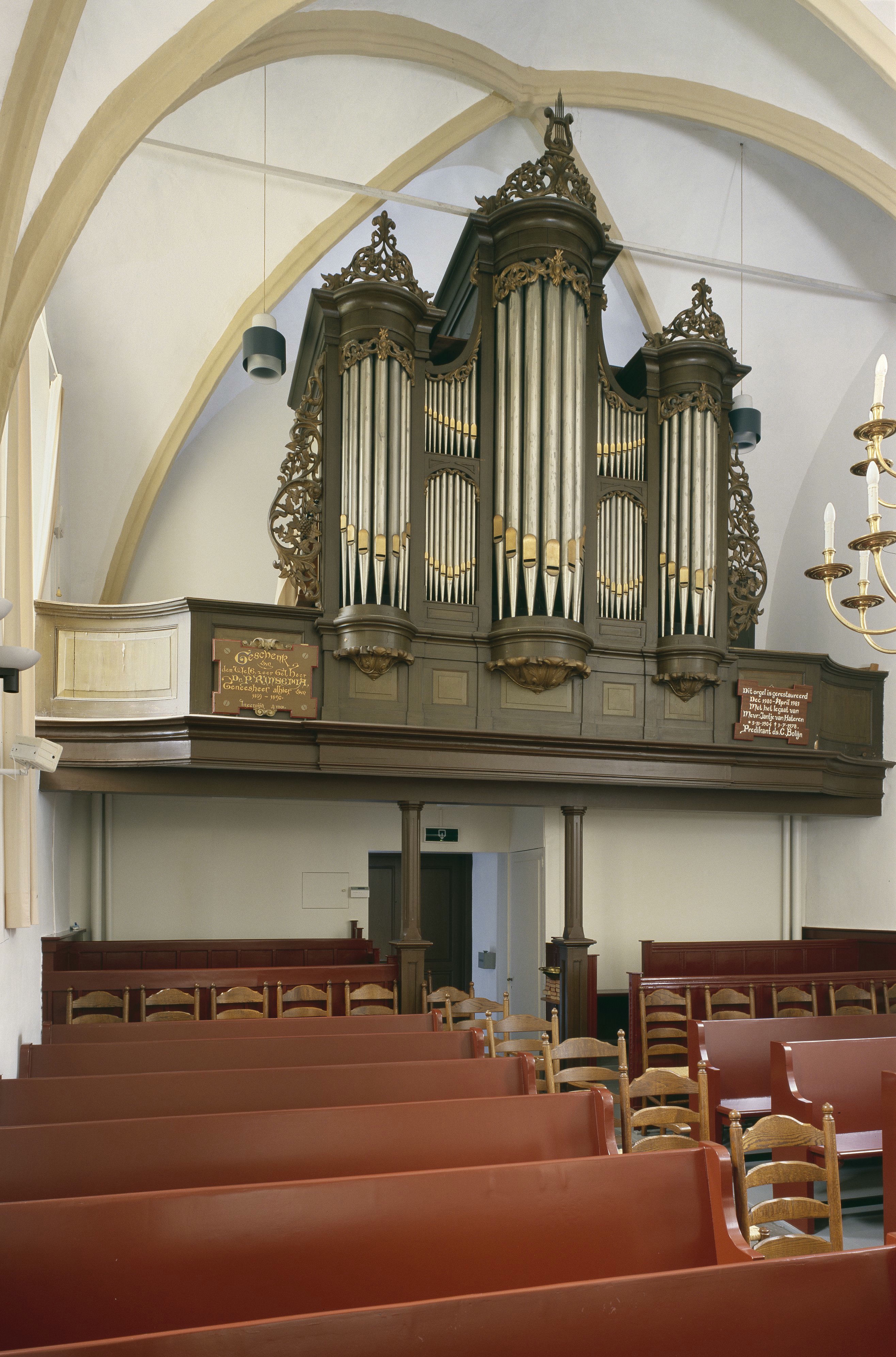
Het orgel uit 1901 van Bakker & Timmenga

Het kerkgebouw dateert uit de 13e eeuw, maar het middeleeuwse karakter gaat verborgen achter de muren, die in de 20e eeuw zijn witgepleisterd. In de eerste helft van de 16e eeuw is de kerk uitgebreid met het huidige koorgedeelte. In 1837 werden de binnenmuren bepleisterd. De kerktoren is in 1856 tegen de kerk aan gebouwd ter vervanging van een vrijstaande klokkenstoel. Volgens andere beschrijvers van religieus erfgoed in Groningen zou het hier echter om de vervanging van een grotere vrijstaande klokkentoren gaan. Bij herstelwerkzaamheden in 1933 werden ook de buitenmuren bepleisterd. De kerk onderging in 1975-1976 een restauratie.
De preekstoel dateert uit de 17e eeuw. Het kerkorgel werd in 1901 gebouwd door de Leeuwarder orgelbouwersfirma Bakker & Timmenga. Het werd in 1981 gerestaureerd. De luidklok in de toren dateert van na de Tweede Wereldoorlog, de oorspronkelijke klok is geroofd door de Duitse bezetters.

## Gemeente
De Hervormde Gemeente Vlagtwedde rekent zich qua modaliteit tot de Gereformeerde Bond in de Protestantse Kerk in Nederland. De gemeente maakt deel uit van de Kring van Rechtzinnig Hervormde Gemeenten Oost-Groningen en van de classis Groningen-Drenthe.